# Exelon Pavilions
Exelon Pavilions (in italiano padiglioni Exelon) sono quattro edifici che generano dall'energia solare elettricità e forniscono l'accesso al parcheggio sotterraneo del Millennium Park di Chicago.
I padiglioni nord sono stati progettati da Thomas H. Beeby, mentre quelli sud da Renzo Piano.

## Descrizione
Il Northeast Exelon Pavilion e il Northwest Exelon Pavilion (congiuntamente ai North Exelon Pavilions) si trovano sul margine settentrionale del parco lungo Randolph Street e fiancheggiano Harris Theater. Il Southeast Exelon Pavilion e il Southwest Exelon Pavilion (congiuntamente ai padiglioni South Exelon) si trovano sul lato meridionale del parco lungo Monroe Street e fiancheggiano il giardino Lurie. Insieme, i padiglioni generano 19.840 chilowattora (71.400 MJ) di elettricità all'anno.
I quattro padiglioni, che sono costati 7 milioni di dollari, sono stati progettati nel gennaio 2001; la costruzione è iniziata nel gennaio 2004. I padiglioni sud sono stati completati e aperti nel luglio 2004, mentre i padiglioni nord sono stati completati nel novembre 2004, e sono stati inaugurati il 30 aprile 2005. Oltre a produrre energia, tre dei quattro padiglioni forniscono accesso al parcheggio sotterraneo del parco, mentre il quarto ospita un punto di raccolta e gli ufficio del parco. Exelon, una società che genera l'elettricità trasmessa dalla sua controllata Commonwealth Edison, ha donato 5,5 milioni di dollari per la realizzazione dei padiglioni. Il critico d'architettura di Chicago Tribune Blair Kamin ha elogiato i Padiglioni Sud, mentre ha criticato i Padiglioni Nord. I padiglioni nord hanno ricevuto la certificazione LEED (Leadership in Energy and Environmental Design) dal Green Building Council degli Stati Uniti, nonché il premio Refrigerating and Air-Engineers Engineers (ASHRAE), conferito dalla American Society of Heating.